# Бјесови (албум)
Ово је други албум горњомилановачке рок-групе Бјесови. Издат је као компакт-диск и музичка касета.Када су, 1994. године, снимали овај "безимени" албум, Бјесови нису имали финансијска средства. У помоћ им је притекла Неда Украден, која је саветовала свог тадашњег дечка Светозара Павловића, који је био адвокат, да помогне њеним колегама музичарима. Тако су добили 1000 немачких марака, што је било довољно да се сними свих 8 песама. Међутим, пошто нису били задовољни аранжманима песама „Гавран“, „Време је“ и „Не буди ме“, морали су да набаве још новца. Пошто није било спонзора, прибегли су очајничком решењу. Један члан групе (Горан Марић) сео је за покер апарат са задњим парама које је бенд имао и добио 500 немачких марака.

## Списак песама
1. Враћам се доле - 2:42
2. Име - 4:45
3. Гавран - 6:50
4. Време је - 4:52
5. У освит задњег дана - 3:35
6. Она те... воли - 7:28
7. Не буди ме (убиј ме) - 5:02
8. Авиони певају - 7:09

## Чланови групе
- Зоран Маринковић - Маринко: глас
- Горан Марић - Макс: глас
- Предраг Дабић: гитара
- Зоран Филиповић: гитара
- Дејан Петровић - Денџо: бас гитара
- Мирослав Марјановић - Микак: бубњеви

#### Гости
- Владимир Лешић - Леша: удараљке у Авиони певају
- Видан Папић: усна хармоника у Авиони певају

## Остало
- Сниматељ и продуцент: Горан Живковић и Александар Радосављевић
- Ремастеринг: Александар Виторовић
- Дизајн омота: Зоран Маринковић, Ранко Томић, Видан Папић и Жарко Вучковић
- Фотографија: Бориша Павловић